# Estación de Coslada
Coslada es una estación ferroviaria española situada en el municipio de Coslada al este de Madrid. Forma parte de las líneas C-2, C-7 y C-8 de Cercanías Madrid. Ofrece una conexión con la estación de Coslada Central de la línea 7 del Metro de Madrid situada bajo las vías de la estación de tren formando un intercambiador de transporte entre cercanías y metro. 

## Situación ferroviaria
La estación se encuentra situada en el punto kilométrico 15 de la línea férrea de ancho ibérico Atocha-San Fernando de Henares, a 616 metros de altitud. Históricamente, la estación formó parte de la línea férrea de ancho convencional que une Madrid con Barcelona, cuando esta tenía su cabecera en la estación de Madrid-Atocha.

## Historia
Aunque está situada en el trazado de la línea férrea Madrid-Zaragoza abierta por MZA en 1859 su creación es mucho más reciente y nace de la puesta en marcha de las líneas de la red de cercanías, habiendo sido cabecera de algunos trenes.

## Servicios ferroviarios

### Cercanías
| procedencia/destino                              | < estación | Línea | estación >   | destino/procedencia |
| ------------------------------------------------ | ---------- | ----- | ------------ | ------------------- |
| Chamartín                                        | Vicálvaro  |       | San Fernando | Guadalajara         |
| Príncipe Pío                                     | Vicálvaro  |       | San Fernando | Alcalá de Henares   |
| Cercedilla                                       | Vicálvaro  |       | San Fernando | Guadalajara         |
| Santa María de la Alameda-Peguerinos El Escorial | Vicálvaro  |       | San Fernando | Guadalajara         |

La estación forma parte de las líneas C-2, C-7 y C-8 de la red de Cercanías Madrid.